# Mariusz Stępiński
Mariusz Stępiński, född 12 maj 1995 i Sieradz, är en polsk fotbollsspelare som spelar för Aris Limassol, på lån från Hellas Verona. 

## Karriär
Den 2 oktober 2020 lånades Stępiński ut av Hellas Verona till Lecce på ett låneavtal över säsongen 2020/2021. I augusti 2021 lånades Stępiński ut till cypriotiska Aris Limassol på ett låneavtal över säsongen 2021/2022.